# 別府市歌
「別府市歌」（べっぷしか）は、日本の大分県別府市が制定した市歌である。作詞・森勝比古、作曲・弘田龍太郎。

## 解説
前史として、市制施行以前の速見郡別府町が制定した「別府町歌」（べっぷちょうか）についても併せて解説する。

### 別府町歌
1924年（大正13年）に市制を施行する以前の別府町では、1908年（明治41年）に町役場から法学士で読売新聞主筆の金崎賢（1878年 - 1962年）への依頼により歌詞が書き起こされ、陸軍軍楽隊の一等軍楽長であった小畠賢八郎の作曲により完成した「別府町歌」が同年3月の町会議決により制定されていた。
この町歌は市制施行の当初「別府市歌」に改題して引き継がれていた。旧「別府町歌」の歌詞は著作権の保護期間を満了し、パブリックドメインとなっている。

### 市歌制定
市制施行から11年後の1935年（昭和10年）に速見郡亀川町、朝日村、石垣村の1町2村を編入して市域を拡大したことを記念し、改めて市歌の制定が企画された。懸賞募集で入選した歌詞は旧町歌と同じ全4番から成り、2番では「湧き出る温泉（いでゆ） 神代より…」と旧町歌の歌い出しに類似した表現が見られる。

### 現状
この市歌は戦後も演奏禁止や歌詞の修正を経ることなく存続し、大分県内の現行市町村歌としては最古の楽曲となっている。市民合唱祭の開会に際して斉唱が行われるのをはじめ、防災無線では正午の時報として演奏されており市民にとっては馴染み深い楽曲である。
市の公式サイトでは長らく紹介されていなかったが2024年（令和6年）12月6日に市歌の紹介ページが設置され、YouTubeの公式チャンネルで音源を掲載するようになった。